# Albert Grisar (Segler)
Albert Jean Martin Grisar (* 26. September 1870 in Antwerpen; † 15. Oktober 1930 ebenda) war ein belgischer Segler.

## Erfolge
Albert Grisar gewann bei den Olympischen Spielen 1920 in Antwerpen in der 8-Meter-Klasse nach der International Rule von 1919 die Bronzemedaille. Als Skipper der Antwerpia V kam er in drei Wettfahrten stets hinter den beiden norwegischen Booten Sildra und Lyn auf dem dritten und damit auch letzten Platz ins Ziel. Die Crew der Antwerpia V bestand aus Henri Weewauters, Willy de l’Arbre, Georges Hellebuyck und Léopold Standaert.
Grisars Bruder Alfred Grisar war Organisator und Teilnehmer des Poloturniers der Antwerpener Spiele. Albert Grisar war zudem als Yachtdesigner tätig und zunächst Generalsekretär als auch später Präsident des Royal Yacht Club de Belgique.